# Barbara Bouchet
Barbara Bouchet (geboren Barbara Gutscher, Reichenberg, 15 augustus 1943) is een Duits-Amerikaanse actrice en entrepreneur die in Italië woont en werkt.
Ze trad op in meer dan 80 films en tv-uitzendingen en richtte een productiebedrijf op dat fitnessvideo's en boeken heeft geproduceerd. Ze is ook eigenaar en exploitant van een fitnessstudio. Ze verscheen in Casino Royale (1967) als Miss Moneypenny, als Patrizia in Don't Torture A Duckling (1972), The Scarlet and the Black (1983) en als Mrs. Schermerhorn in Martin Scorsese's Gangs of New York (2002). In 2018 werd Metti la nonna in freezer aangekondigd als haar laatste film, maar in 2020 was ze opnieuw te zien in Tolo Tolo van Checco Zalone.

## Biografie
Bärbel Gutscher werd in 1943 geboren in Reichenberg in het Reichsgau Sudetenland. Haar vader Fritz was fotograaf en haar moeder Ingrid was actrice. In 1956 emigreerde ze met haar familie naar de Verenigde Staten en veranderde haar achternaam in Bouchet. Ze werd bekend als model op de covers van verschillende modetijdschriften voordat ze voor het eerst op televisie verscheen en vanaf 1963 als filmactrice. In 1964 kreeg ze een sterrencontract bij 20th Century Fox en werkte ze voor Otto Preminger.
In 1969 verhuisde ze naar Italië, waar ze vooral succesvol was in tal van erotische filmkomedies. Ze was ook regelmatig te zien in grote internationale producties. Ze verscheen in meer dan 70 films, waaronder de rol van Miss Moneypenny's dochter in Casino Royale in 1967. In het begin van de jaren 1980 verhuisde ze terug naar de Verenigde Staten, waar ze in 2002 verscheen als Mrs Schermerhorn in Gangs of New York.
In 1976 trouwde Barbara Bouchet met de Italiaanse filmproducent Luigi Borghese.
Vanaf 1985 wijdde ze zich als nevenactiviteit aan fitnesstraining en publiceerde ze verschillende boeken en video's over aerobics en soortgelijke onderwerpen, die wijd verspreid werden in Italië. Ze werkte ook als schilderes.

## Filmografie (selectie)

### Bioscoop
- 1964: A Global Affair
- 1966: Agent for H.A.R.M.
- 1967: Danger Route
- 1967: Casino Royale
- 1969: Surabaya Conspiracy
- 1969: Sweet Charity
- 1970: Il prete sposato
- 1970: Colpo Rovente
- 1971: Nokaut
- 1971: La tarantola dal ventre nero
- 1971: The Man with Icy Eyes
- 1971: Le calde notti di Don Giovanni
- 1971: Forza ‘G’
- 1972: Casa dappuntamento
- 1972: Una cavalla tutta nuda
- 1972: Alla ricerca del piacere
- 1972: Non si sevizia un paperino
- 1972: Finalmente… le mille e una notte
- 1972: Amuck!
- 1972: La Calandria
- 1972: La Dama Rossa Uccide Sette Volte
- 1972: House of 1000 Pleasures
- 1972: Milano Calibro 9
- 1972: Don't Torture a Duckling
- 1972: Valeria Dentro e Fuori
- 1973: Un tipo con una faccia strana ti cerca per ucciderti
- 1973: Ricco
- 1973: Il Tuo Piacere È il Mio
- 1974: Quelli che contano
- 1974: Cry of a Prostitute
- 1974: La Svergognata
- 1975: L'Anatra all'Arancia
- 1975: Per le antiche scale
- 1976: 40 Gradi all'Ombra del Lenzuolo
- 1976: Spogliamoci Così Senza Pudor
- 1976: Con la Rabbia agli Occhi
- 1978: Come Perdere una Moglie e Trovare un'Amante
- 1979: Sabato, Domenica e Venerdì
- 1980: La Moglie in Vacanza... l'Amante in Città
- 1981: Spaghetti a Mezzanotte
- 1982: Diamond Connection
- 1982: Per Favore, Occupati di Amelia
- 2001: Mari del sud
- 2002: Gangs of New York
- 2015: Darkside Witches
- 2015: Das Wetter in Geschlossenen Räumen
- 2017: Easy
- 2017: In Search of Fellini (als gastvrouw)
- 2018: Metti la nonna in freezer
- 2020: Tolo Tolo

### Televisie
- 1966: The Man from U.N.C.L.E. (1 aflevering)
- 1967: The Virginian (1 aflevering)
- 1968: Star Trek (aflevering 2×22 Stein und Staub)
- 1983: The Scarlet and the Black (televisiefilm)